# 高山市立岩滝小学校
高山市立岩滝小学校 （たかやましりつ いわたきしょうがっこう）は、岐阜県高山市にある公立小学校。
児童数の減少のため、2026年（令和8年）3月に東小学校へ編入され、廃校の予定である。

## 沿革
- 1874年（明治7年）
  - 3月 - 岩井学校が開校。校区は大島村、岩井村。
  - 6月 - 滝学校が開校。校区は滝村。
- 1875年（明治8年）1月31日 - 大野郡灘郷、大八賀郷のうち23ヶ村[注釈 1]が合併し、大名田村となる。
- 1892年（明治25年）5月19日 - 大名田村が分立。大名田村[注釈 2]、灘村[注釈 3]、大八賀村[注釈 4]となる。
- 1893年（明治26年） - 岩井学校と滝学校が合併し、岩滝尋常小学校となる。
- 1900年（明治33年） - 大島が岩滝尋常小学校校区から大八簡易科小学校[注釈 5]校区に移る。
- 1920年（大正9年） - 岩滝尋常高等小学校に改称する。
- 1941年（昭和16年） - 岩滝国民学校に改称する。
- 1947年（昭和22年） - 大八賀村立岩滝小学校に改称する。
- 1955年（昭和30年）4月1日 - 大八賀村が高山市に編入される。同時に高山市立岩滝小学校に改称する。
- 1980年（昭和55年） - 現在地に移転する。
- 2026年（令和8年）3月 - 廃校（予定）。